# Gulf Harbour
Gulf Harbour est une banlieue de la cité d’Auckland, située dans l’Île du Nord de la Nouvelle-Zélande.

## Situation
C’est une zone en développement s’étendant sur 4 km, allant de l’extrémité de la péninsule de Whangaparaoa, en direction de l’extrémité nord de la ville d’Auckland. C’est l’une des plus grandes marinas et un des principaux parcours de golf de la Nouvelle-Zélande. Elle est considérée comme le lieu idéal pour la retraite pour les personnes aisées d’Auckland.
Le site est aussi connu sous le nom de «Hobbs Bay», car il fut vendu au début des années 1970 par les propriétaires des terrains : la famille Hobb, qui possède toujours certaines des zones côtières et en particulier la plage de « Hobbs Bay beach ». 
Située près d'Army Bay, elle est caractérisée par des maisons individualisées et uniques qui donnent aux occupants une vue particulière et reflète la convivialité de la communauté de « army bay ».

## Population
La population était de 1 899 habitants selon le recensement de 2006 en Nouvelle-Zélande (en)), en augmentation de 1 014 personnes par rapport à celui de 2001 .
Lors du recensement de 2013, elle était de 2 553 habitants, au sein de 912 foyers, avec un âge moyen de 42,8 ans et un revenu moyen de 31,500 $.
Elle a une réputation de résidence de personnes riches, confirmée par les données de Statistics New Zealand, qui montrent la Marina de Gulf Harbour comme l’une des banlieues d’Auckland avec le plus haut revenu médian, qui atteint 60,000 NZ$.
Toutefois, le recensement de 2013 montre que la Marina de Gulf Harbour a aussi 33 personnes avec un âge médian de 54,2 ans et un revenu médian de 30 400 $.

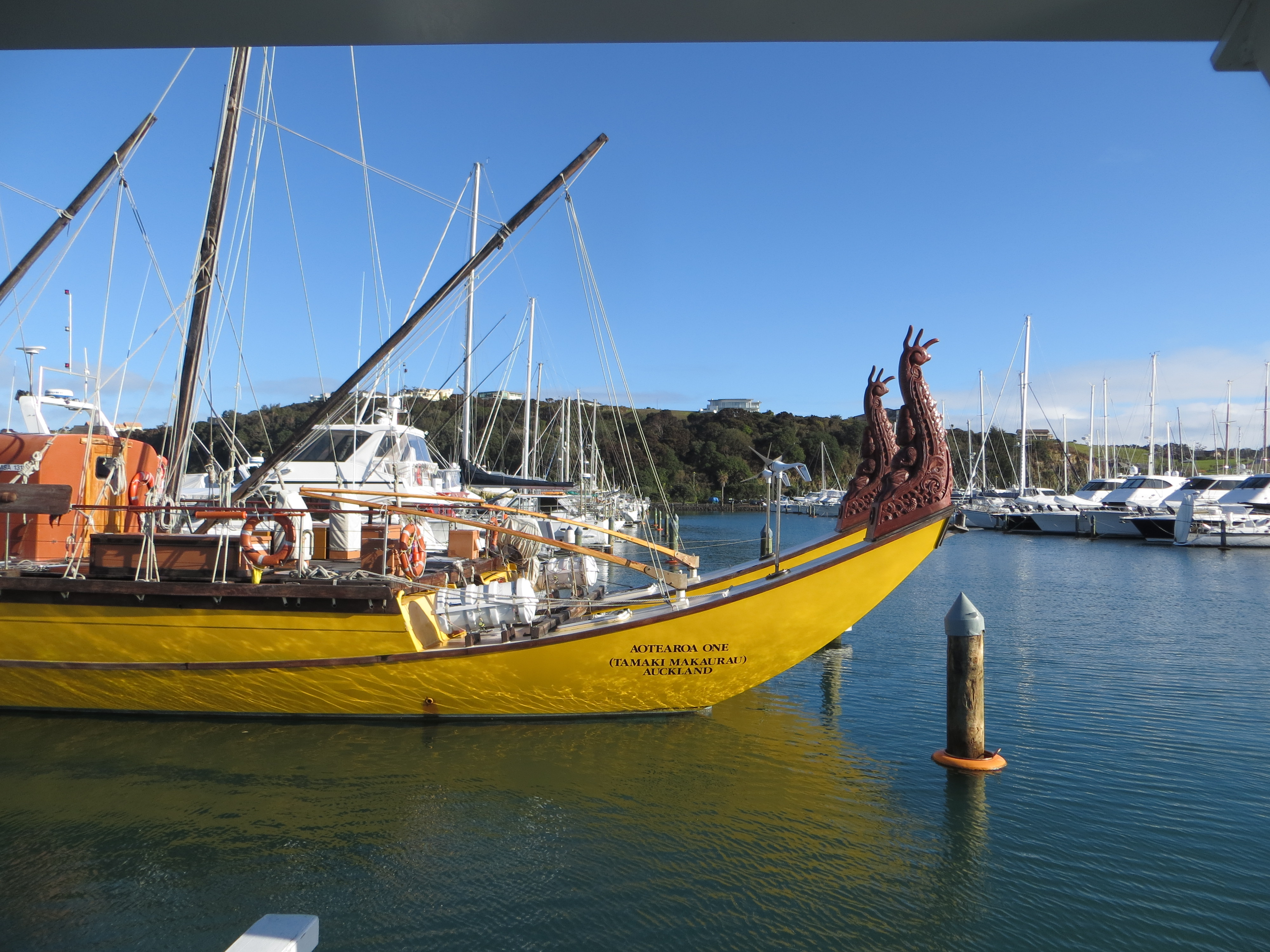
Vue sur la marina à partir de la jetée du ferry de transport de passagers en 2014

## Accès
Un service de ferry fonctionne entre Gulf Harbour et la basse ville d’Auckland.

## Éducation
- L’école « Gulf Harbour School » est une école primaire allant de l’année 1 à  8, avec un effectif de 466 élèves[5].
- Le Collège de Wentworth (en) est une école secondaire privée allant de l’année 7 à 13, avec un effectif de 236 élèves [6]. Elle a ouvert en 2003[7].

- L’école «Wentworth Primary School» est une école primaire privée, qui a ouvert en février 2008 sur le même site[8] ,[9].

Les 3 écoles sont mixtes. Les 2 établissements secondaires ont un taux de décile de 10, mais l’école de «Wentworth Primary» n’a plus maintenant de taux de décile officiel.